# Biblioteca Central de la UCAB
Biblioteca Central de la Universidad Católica Andrés Bello (o Biblioteca Central de la UCAB) es la biblioteca principal de la sede en Caracas de la Universidad Católica Andrés Bello, localizada específicamente en Montalbán en el Municipio Libertador al oeste del Distrito Metropolitano de Caracas y al norte del país sudamericano de Venezuela.
Presta servicios a todos los profesores, estudiantes y miembros de la comunidad universitaria y adicionalmente dispone de un horario específico para atender al público en general de cualquier parte del país.
Fue creada como institución en el año 1953, pero no será hasta 1965 que se mudara a su sede actual en la Universidad. En 2006 además se inaugura la Biblioteca Virtual proyecto para acercar el espacio a todos a través de internet.
La sede de Guayana inauguró su propia Biblioteca central en 2009.